# 主权救恩神学
主权救恩神学是一个被许多福音派神学家教导的基督教教义。支持这一立场的神学家有约翰·派博（John Piper）、约翰·麦克阿瑟、约翰·斯托得（John Stott）和R.C. Sproul。主权救恩神学教导说虽然基督徒是唯独因信称义的，但是得救的信心需要伴随着归顺耶稣基督的主权，其果子就是决定顺从耶稣旨意的生活以及从罪恶中悔改。这个教义与白白赐予的恩典神学的教义形成鲜明对比，白白赐予的恩典神学认为一个人的信心与他转离罪恶的决定是截然不同的。